# Nicole Eiholzer
Nicole Eiholzer, née le 3 juillet 1995 à Steinhausen dans le canton de Zoug en Suisse, est une beach-volleyeuse suisse. Avec sa coéquipière Nina Betschart, elle a remporté l’épreuve de beach-volley féminine aux Jeux européens de 2015.

## Biographie
Née le 3 juillet 1995 à Steinhausen, Nicole Eiholzer commence le volley-ball dans le club local, atteignant la deuxième division suisse, avant de créer une paire de beach-volley avec sa coéquipière Nina Betschart. Cette paire remporte cinq titres de championnes de Suisse jeunesse entre 2008 et 2012. En 2011, les deux Zougoises remportent la médaille d’argent aux championnats d’Europe des moins de 18 ans.
En 2013, les deux jeunes femmes terminent à la cinquième place des championnats du monde des moins de 19 ans et des moins de 20 ans, avant de remporter le titre de championnes d'Europe des moins de 20 ans. Ces résultats leur permettent de gagner le titre « Équipe espoir de l’année » par l'Aide sportive suisse (de). Cette même année, Eiholzer participe également avec Romana Kayser aux championnats d'Europe à Klagenfurt, mais ne parvient pas à passer la phase de poule.
L’année suivante, la paire Eiholzer/Betschart conserve son titre de championnes d'Europe des moins de 20 ans, avant de remporter, en 2015, le tournoi féminin des Jeux européens, puis le titre de championne d'Europe des moins de 22 ans.
Au terme de cette saison 2015, la paire Eiholzer/Betschart se sépare, Eiholzer faisant désormais binôme avec Dunja Gerson, avec pour objectif une participation aux Jeux olympiques.